# José Goterris Sanmiguel
José Goterris Sanmiguel (Vila-real, 27 de maig de 1873 - 6 de maig de 1930) va ser un músic, compositor i director valencià.

## Biografia

### Infància i joventut
José Goterris va néixer el 27 de maig de 1873 a la casa familiar del carrer de l'Hospital (actual número 15 del carrer Artana) de Vila-real. Els seus pares, Ramón Goterris Cubedo i Concepción Sanmiguel Broch, es dedicaven a les feines del camp i van tenir deu fills. Les necessitats de la nombrosa família van obligar a José i els seus germans a treballar tan sols uns mesos després d'iniciar els seus estudis a l'escola. No obstant això, des de molt petit va mostrar una incipient inclinació cap a la música, encara que els seus pares l'hi retreien per ser una professió poc reconeguda socialment.
Així i tot, va aprendre de forma autodidacta a tocar la guitarra, instrument pel qual es va declinar a causa de l'admiració que professava al també vila-realenc Francisco Tárrega Eixea. Goterris es fixava i imitava la seva manera d'agafar la guitarra, de moure els dits i fins i tot els seus gestos. Tant era així, que quan l'il·lustre guitarrista li va sentir tocar es va quedar sorprès i li va oferir donar algunes classes. Aquesta dedicació, no obstant això, es va truncar en haver de marxar a complir el servei militar a la Guerra de Cuba. Durant la seva estada a l'illa va ser reclamat per un dels caps militars per ensenyar guitarra a la seva filla, generant una simpatia pel músic que va afavorir la seva ràpida llicència per poder tornar a casa.
Poc després de la seva tornada a Vila-real, va contreure matrimoni amb Vicenta Rambla Rovira el 10 de maig de 1899 a l'Església Arxiprestal de Sant Jaume. D'aquest matrimoni naixeran dos fills, Vicenta i José, qui seguirà els passos de son pare en la música. La família va establir el seu domicili a la casa del número 43 del carrer Bisbe Rocamora, on l'encara avui es poden apreciar al balcó unes forges decoratives amb motius musicals. En aquests anys entre els segles XIX i XX, a més, inicia la seva formació en la composició animat per alguns companys i amics. Estudia harmonia amb Julián Domínguez, qui llavors era director de la banda de música local; i contrapunt i fuga amb José Llurba, professor de música de la veïna localitat de Borriana.

### Maduresa
En 1906, José Goterris i el seu amic Manuel Peiró, amb qui col·laborava com llibretista, es traslladen a Madrid durant una temporada per donar a conèixer la seva sarsuela La paloma. Van aconseguir que la seva partitura es llegira al Teatre de la Zarzuela amb la participació de la popular soprano Lucrecia Arana, però els interessos comercials van impedir l'èxit de la seva obra. Per guanyar-se la vida durant la seva estada a la capital espanyola, sabem que Goterris va donar un concert en el conservatori i va ser anomenat professor de guitarra i bandúrria del Centre Aragonés. A més, va vendre diversos cuplets que va escriure i el Teatre Apolo li va encarregar la composició d'una sarsuela sobre un llibret de Ramón Trilles, La fuente del cerro. De la seva estada a Madrid, de la qual no guardarà bons records, se'n va emportar les relacions que va establir amb Vicente Almela, advocat i redactor de l'Heraldo de Madrid, i Ruiz de Velasco, subdirector del diari El sol, els qui recolzarien desinteressadament la seva carrera musical.
Després del seu retorn a Vila-real segueix treballant en la composició lírica. El setembre del 1908 s'estrena a Vila-real una altra de les seves sarsueles, Capricho regio, amb llibret de Manuel Latorre, que va tenir molt bona acceptació en la crítica de l'època i va ser interpretada en altres ciutats com Castelló i Zaragoza. En aquesta època, ja gaudiria de certa acceptació com a músic, ja que en 1911 va ser nomenat director de la Banda de Música de Vila-real per l'ajuntament de la ciutat, substituint a Manuel Ahís Cerezo després del seu abandó. Aquesta notícia no va ser ben rebuda al si de la societat i va causar un gran revol entre els membres de l'agrupació.
Tot i això, el treball de Goterris al capdavant de la banda va ser impecable. A més d'acabar amb els conflictes interns que es venien donant des de feia molt temps, només dos anys després va aconseguir el seu primer èxit al capdavant de l'agrupació: el segon premi i un premi addicional en el certamen celebrat a Borriana al setembre de 1913. Aquest premi es repetiria en 1915, any que també aconsegueixen el primer premi de la segona secció en el certamen de bandes civils celebrat a València al juliol. Tots aquests satisfactoris mèrits van ajudar a Goterris que els músics vila-realencs acceptessin la seva vàlua, segons ell mateix afirma en una entrevista concedida a la revista Arte y letras.
Tots aquests triomfs, no obstant això, també li van atorgar alguns detractors que no van trigar a criticar la interpretació de la banda dirigida per Goterris i la injusta qualificació dels membres del jurat. Un veí de la Vall d'Uixó, sota el pseudònim de "filarmónico", va publicar en el periòdic La unión diverses cartes en les quals signava paràgrafs com el següent: 
```
«Pero ¡oh, queridos comprovincianos y colegas en filarmonía! vuestro triunfo, es decir, el triunfo del Wagner de la Plana, ya lo esperábamos. Después de ambos certámenes de Burriana, adquirimos la convicción de que el prodigio lírico que vivía postergado a la sombra venerada de san Pascual llegaría […] y hemos acertado en nuestros pronósticos acerca de Goterris I, Emperador del contrapunto.» (
La unión
, 14/08/1915)
```

Malgrat això, l'ànim de Goterris no va decaure en cap moment. L'èxit en el certamen de València de la seva obertura Europa 1915, escrita per a l'ocasió, li va animar més encara en l'ofici de la composició. Durant aquesta etapa compon nombroses obres de diferents gèneres, especialment escrites per a la banda que ell mateix dirigia. L'estudi del seu catàleg permet saber que va presentar algunes de les seves partitures a concursos durant la dècada de 1920. D'aquesta manera, en 1922 va ser premiada en els Jocs florals celebrats durant les festes de sant Pascual la seva Marcha a la ciudad de Villarreal, que es convertirà en l'himne oficial de la ciutat.
A més, des de 1916 Goterris havia començat a intercanviar missives amb Jacinto Benavente, a qui va demanar permís per musicar alguna de les seves obres. Finalment, l'obra escollida va ser El dragón de fuego, el llibret del qual va ser adaptat pel poeta vila-realenc Francisco Moreno Gil. L'obra va ser estrenada, en versió d'opereta, el 21 d'agost de 1920 en el teatre del Gran Casino de Vila-real. No obstant això, el compositor va continuar treballant en el desenvolupament d'aquesta obra durant uns anys, fins que el 1925 la va presentar al Concurs Nacional d'Òperes convocat pel Gran Teatre del Liceu de Barcelona. Durant aquest període, José Goterris no va deixar de costat la composició d'obres per a la banda de música local ni per a l'orquestra de ball Orquestra Villarrealense, que ell mateix havia fundat en 1922.
En la seva última etapa al capdavant de la banda de música de Vila-real va tornar a presentar-se a diversos certàmens, aquesta vegada sense tant èxit. El primer va ser el celebrat a València al juliol de 1927, pel qual Goterris va tornar a escriure una peça, Odisea gitana. Encara que no els valgués cap premi, l'obra va ser altament elogiada per la premsa de l'època. L'any següent, l'agrupació va participar en un certamen celebrat a Castelló, on es van produir certes desavinences entre el compositor i Eduardo Felip, director de la banda municipal de la capital de la Plana i membre del jurat en aquesta ocasió.

### Mort i reconeixements
Al febrer de 1930 es va celebrar a Vila-real un concert amb motiu de l'onomàstica d'Andrés Gómez Bagué, notari local, en el qual Goterris va participar amb la guitarra al costat del seu fill, que tocava el violí, i la pianista Carmen Vidal. Aquesta actuació seria l'última del músic vila-realenc, que el dia 6 de maig del mateix any va morir a causa d'un problema estomacal que li havia anat consumint durant els darrers mesos.
La mort de José Goterris va causar una gran commoció a Vila-real, que es va declarar oficialment en dol. Els comerços i els magatzems de taronges van tancar perquè tots els seus treballadors poguessin assistir al funeral, un acte multitudinari en el qual van participar totes les autoritats locals, diverses bandes de música de la província i el poeta Carlos Sarthou, que va dedicar unes sentides paraules al que havia estat el seu amic. La premsa de l'època explica que «els músics de la seva benvolguda banda, que el van acompanyar en el seu últim viatge amb llàgrimes en els ulls, quan es van disposar a donar-li sepultura, van iniciar els acords de la Marxa a la ciutat. Només començar els primers compassos, la gentada va trencar el silenci per llançar "vives" al mestre i es van iniciar uns calorosos aplaudiments, fins a tal punt que els músics, emocionats, no van poder acabar la seva interpretació.»
El record de José Goterris va marcar moltes generacions de músics a Vila-real. Molt poc després de la seva defunció van començar una sèrie de moviments per reconèixer els mèrits del músic i perpetuar la seva memòria. Un dels primers va ser la recaptació de fons, mitjançant concerts, per a la construcció d'una làpida. L'èxit de la convocatòria es va veure reflectit en una obra de l'escultor local José Ortells López, inaugurada el 6 de maig de 1932 en el cementiri local, on encara es pot trobar. Un altre record important serà el que li van dedicar alguns amics en el Diario de Castellón del 24 de maig de 1931 amb la publicació de diversos escrits en la seva memòria. Entre ells destaca el del pare Ochando que, a més de dedicar unes emotives paraules a Goterris, fa una de les relacions més completes de les seves obres que podem trobar.
Durant molt temps, les pàgines de José Goterris seran protagonistes dels concerts celebrats a Vila-real, arribant-se a interpretar fins i tot a Cullera, València o Barcelona. No obstant això, amb el pas del temps la seva figura va anar caient en l'oblit i caldrà esperar fins a 1964 perquè el músic doni nom a un carrer, on s'establirà el conservatori que, des de la seva creació en 1983, també ostenta la denominació de "Mestre Goterris".

## Obres
El catàleg de José Goterris és de difícil definició, ja que moltes de les seves obres s'han perdut amb el temps o se'n desconeix el seu parador. És el cas de les sarsueles El país del placer o La fuente del cerro, els pasdobles Pacífico o Por la paz, els seus estudis per a guitarra o els nombrosos ballables que va escriure. A més, és habitual que no signés les seves composicions, o fins i tot que no les dotés d'un títol, la qual cosa dificulta la seva catalogació. Encara amb tot això, podem trobar un elevat nombre de manuscrits, conservats en l'Arxiu Municipal de Vila-real, en el de la Unió Musical la Lira de Vila-real o pels seus propis hereus.
D'altra banda, al llarg de la dècada de 1970, Vicente J. Tena va realitzar una recopilació de l'obra de José Goterris, que va presentar en set volums editats conjuntament per l'Ajuntament de Vila-real, la Diputació de Castelló i la Caixa Rural Catòlic-Agrària de Vila-real.

### Obres líriques
- Capricho regio (1908). Sarsuela, amb llibret de Manuel Latorre.
- El carrillón o El demonio ha entrado en Flandes. Sarsuela en un acte, amb llibret de Luis Pascual Fruits.
- El dragón de fuego (1920). Òpera en tres actes sobre un drama homònim de Jacinto Benavente. Llibret de Francisco Moreno Gil.
- Fuensantica. Sarsuela, incompleta.
- La niña de nácar (1922). Sainet líric-dramàtic en un acte, amb llibret de Manuel Ruiz Aguirre.
- La pájara. Sarsuela.
- La paloma (1906). Sarsuela en un acte, amb llibret de Manuel Peiró.
- La suerte. Sarsuela.
- Lola la risueña (1922). Sainet andalús en un acte, amb llibret de Manuel Ruiz Aguirre.
- Sino de Gotha. Sarsuela.

### Obres simfòniques
- A les diez en punto (1914). Serenata per a banda.
- Europa 1915 (1915). Obertura amb versions per a banda, orquestra simfònica i orquestra de cambra.
- Odisea gitana (1927). Quadre simfònic amb versions per a banda i orquestra simfònica.
- Rapsodia sobre motivos valencianos, sota el lema Mijares.

### Pasdobles i dianes
- Aguas potables, pasdoble dedicat a Vicente Amorós.
- Al casino antiguo (1928), pasdoble.
- Compromiso, diana.
- El 10 de maig, pasdoble.
- Josefina, diana.
- La boda de Corbató (1922), pasdoble.
- Llorens,(1924) pasdoble ciclista.
- Martínez (1926), pasdoble.
- Militar, diana.
- Triquiñuelas, pasdoble dedicat al torero Manolo Martínez.
- Vernia (1913), pasdoble dedicat al torero Ernesto Vernia.
- Villarreal (1914), pasdoble.

### Marxes
- A la santísima Virgen, marxa mixta.
- A la Virgen de Gracia, marxa regular.
- Concepción, marxa regular.
- Crespones, marxa fúnebre.
- Despedida de la Virgen de Gracia, marxa de processó.
- Fatal, marxa fúnebre.
- Gratitud, marxa regular.
- Marcha a la ciudad de Villarreal.
- Marcha triunfal.
- Recepción de la Virgen de Gracia, marxa de processó.
- Rosario, marxa de processó.

### Himnes
- Himno a san Antonio de Padua, per a dues veus i orgue.
- Himno a santa Clotilde, per tiple, cor i orgue. Amb lletra de Vicente Sarthou.
- Himno a Villarreal, amb lletra de Francisco Moreno Gil.

### Música lleugera
- Avalon, fox-trot.
- Recreativo, fox-trot.
- Schotis.